# Marsdenia pseudotinctoria
Marsdenia pseudotinctoria är en oleanderväxtart som beskrevs av Ying Tsiang. Marsdenia pseudotinctoria ingår i släktet Marsdenia och familjen oleanderväxter. Inga underarter finns listade i Catalogue of Life.